# Naili Moran
Naili Moran (ur. 4 lutego 1908 w Konstantynopolu, zm. 14 marca 1968 w Bolu) – turecki koszykarz (uczestnik Letnich Igrzysk Olimpijskich 1936) i lekkoatleta (dyskobol). Działacz lekkoatletyczny.
19 sierpnia 1927 w Stambule ustanowił wynikiem 35,87 rekord Turcji w rzucie dyskiem.
W latach 1932–1934 był mistrzem kraju w tej konkurencji.
Wieloletni prezes Tureckiej Federacji Lekkoatletycznej.
Na igrzyskach w Berlinie reprezentował swój kraj w turnieju koszykówki. Wraz z kolegami zajął ex aequo 19. miejsce.
W sezonie 1931–1932 Moran grał dla klubu Göztepe American College, a w latach 1932–1936 występował w Galatasaray SK.
W latach 1946–1956 i 1964–1968 był przewodniczącym Türkiye Atletizm Federasyonu.